# 南蒲街道
南蒲街道，是中华人民共和国河南省新乡市长垣市下辖的一个乡镇级行政单位。

## 行政区划
南蒲街道下辖以下地区：
张寨村、西郭庄村、庞相如村、黄相如村、梨园村、郜坡村、后寺谷村、前寺谷村、甄庄村、木岗村、翟寨村、朱庄村、雨淋头村、何寨村、瓦棚村、夹堤村、鲁山村、阔寨村、樊屯村、杜村、庄科村、高店村、枣科村、邵寨村、赵店村、乔堤村、金寨村、木掀店村、孔庄村、陶行村、牛店村、司坡村、东郭庄村、赵庄村、王堤村和严小张村。